# Garges-lès-Gonesse
Garges-lès-Gonesse é uma comuna francesa nos subúrbios a norte de Paris, situada no arrondissement de Sarcelles, no sudeste do departamento de Val-d'Oise, na aglomeração parisiense e a região da Ilha de França. 
Seus habitantes são chamados Gargeois e Gargeoises.
Antiga vila rural, Garges-lès-Gonesse se transformou em uma comuna de subúrbio no início do século XX mas foi durante a década de 1950 que a cidade passou por profundas mudanças. Foi assim que como Sarcelles, a cidade viu a construção dos primeiros grandes conjuntos habitacionais franceses. A cidade é agora altamente urbanizada e localizada nas proximidades do Aeroporto de Paris-Le Bourget.

## Geografia

### Localização e comunas limítrofes
Localizada nos subúrbios a norte de Paris, Garges-lès-Gonesse, é uma comuna do departamento de Val-d'Oise, na região da Ile-de-France. A cidade está localizada a 15 km da capital. Ela faz parte do Pays de France e da comunidade de aglomeração Val de France.
A comuna é limítrofe de Sarcelles, Arnouville, Bonneuil-en-France, Dugny, e Stains no departamento vizinho de Seine-Saint-Denis. Os limites meridionais e orientais da cidade são também os do departamento.

### Transportes

#### Transporte público

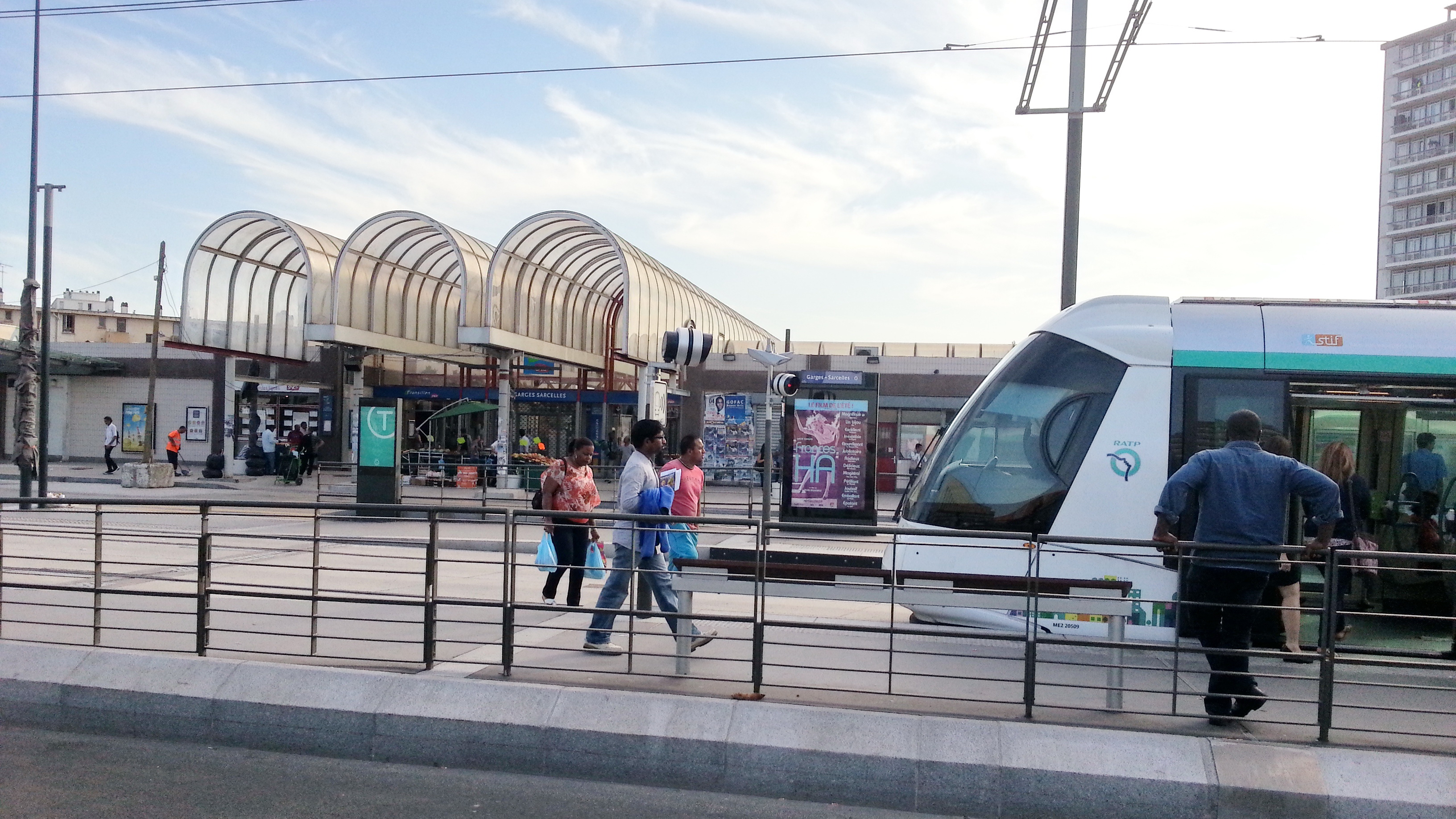
A estação de Garges - Sarcelles.
Desde 29 de julho de 2013, ela é o terminal da Linha 5 do tramway d'Île-de-France.

A cidade se situa na zona 4 do transporte público da Ilha de França. É servida pela estação de Garges-Sarcelles no RER D, bem como: 
- a linha linha 5 do tramway, em serviço no dia 29 de julho de 2013. Este bonde sobre pneus liga a estação de Sarcelles, Pierrefitte-sur-Seine e o centro da cidade de Saint-Denis.
- os ônibus:
  - RATP 133, 250, 252, 255, 269, 270 e 368
  - Busval d'Oise 95.02;
  - CIF 11 31;
  - Noctilien N43.

Além disso, Garges-lès-Gonesse é atravessada pela linha Paris - Lille, sobre a qual circulam os trens do RER D, trecho também emprestado nesta seção pelo TGV Nord, o Thalys, o Eurostar e o TER Picardie e sem mencionar a carga que passa raramente.

#### Aeroportos
Um dos limites da cidade percorre exatamente os terrenos do Aeroporto de Le Bourget. Mesmo se este último é o assento de tráfego limitado (reservado para aviões de negócios ou de carga), as aeronaves atravessam a cidade no fim do desembarque de fase, isto é, a poucas dezenas de metros de altitude. A comuna também é tocada por uma parte dos aviões indo para ou vindo do Aeroporto de Roissy-Charles-de-Gaulle. A poluição do ar é portanto um assunto de preocupação importante pela população.

#### Rede de estradas

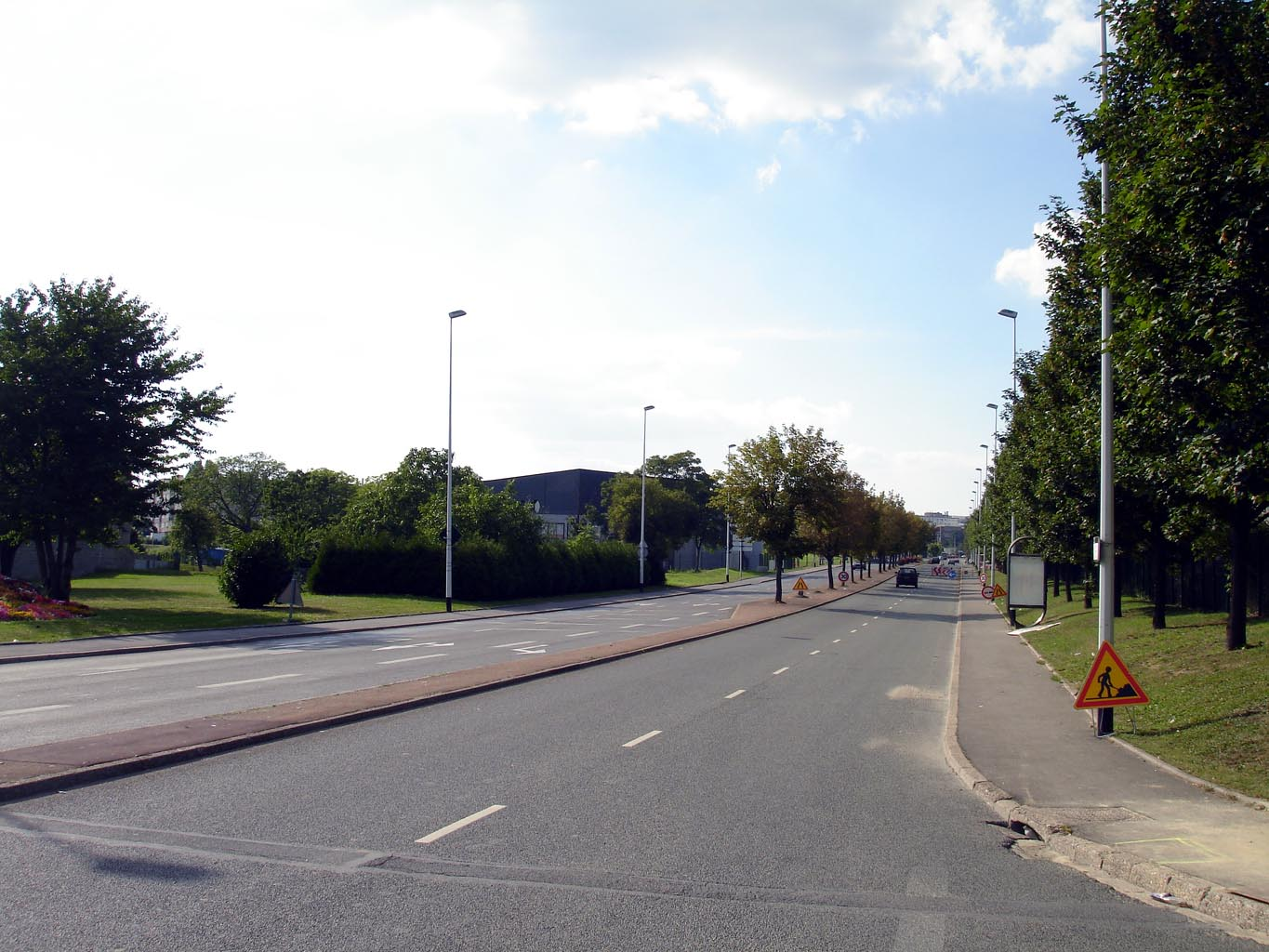
A D 125.

O território da cidade é atravessado por duas estradas principais, que são a D 125 e a D 84.
A primeira permite de se juntar a Montmorency dando acesso às estradas nacionais N 16 e N 1 à altura de Sarcelles.
A segunda é o acesso mais simples para a Auto-estrada A1 (ela se tornando D 29 em Stains) para Paris ou, na direção oposta, para o Aeroporto de Roissy-Charles-de-Gaulle. O contorno da cidade é pela D 84A.

## Toponímia
Bigargium em 635, Garchiæ, Gargæ, Garges no século XII, Garge-Gonesse, Garges près Gonesse, Garches-Gonesse.
A etimologia da Garges provem talvez do germânico Wardja, praça de guarda. A cidade tinha o nome de Garges-en-France, antes de se tornar oficialmente Garges-lès-Gonesse, em 1941.

## História

### As origens
A existência de Garges é atestada em 832 sob o nome de Gahareim e dependia nesta época da poderosa abadia de Saint-Denis. O senhorio de Garges parece nunca ter pertencido a um único senhor, mas sempre de uma diversidade de personagens, que eram geralmente o caso de antigas dependências diretas ao domínio real.
Em 950, Garges é doada como um feudo para Hugo, o Grande. Houve muitos beneficiários, incluindo a Abadia de Saint-Denis.

### Modernidade
No século XVI, Garges é anexada ao senhorio de Bonneuil que dependia do senhor de Arnouville.
Por volta de 1750, o senhorio de Garges é estimado em 25 000 libras. No século XVIII, a maioria das terras é adquirido por Machault d'Arnouville, controlador-geral das finanças de Luís XV, que empreendeu grandes obras de desenvolvimento. Ele construiu um grande castelo. A vila vivia nesta época da vinha, da extração de gesso, do comércio e do artesanato. Augustin Blondel de Gagny, tesoureiro do Fundo de amortização e colecionador de arte, seguiu o seu exemplo e fez um outro de tamanho mais modesto.
Durante a Revolução, Machault d'Arnouville é preso e morre na prisão. Seu filho e o de Blondel de Gagny partiram para a Alemanha para se juntarem aos emigrantes realistas.

### Época contemporânea

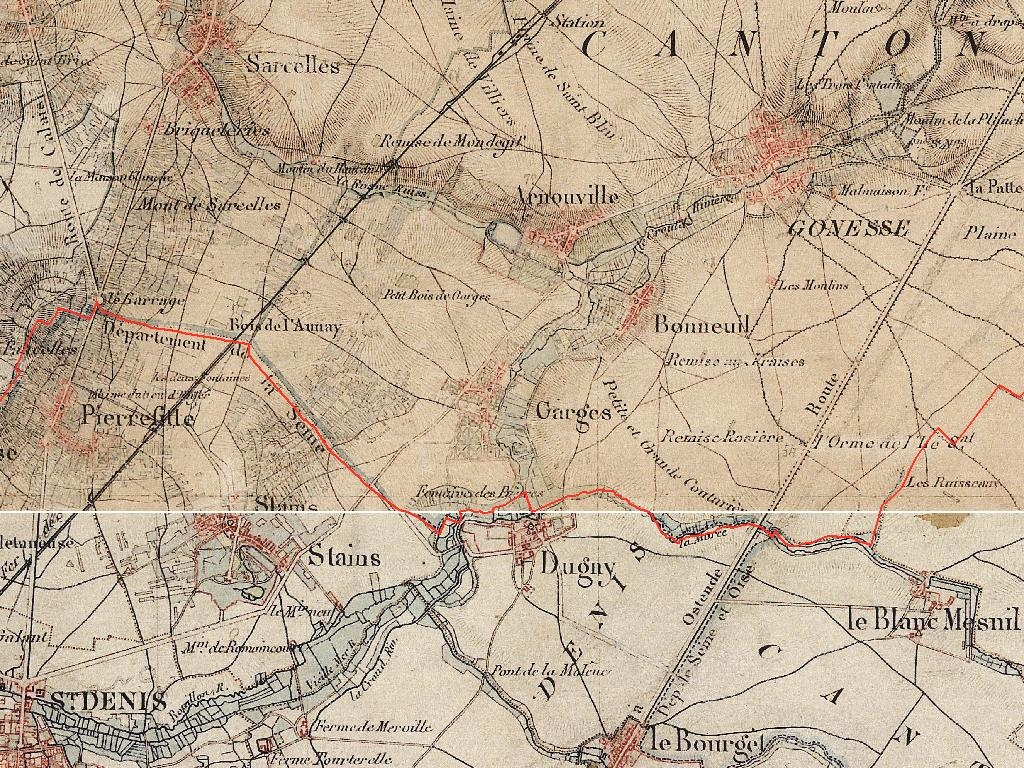
Garges no mapa de estado-maior, por volta de 1870.

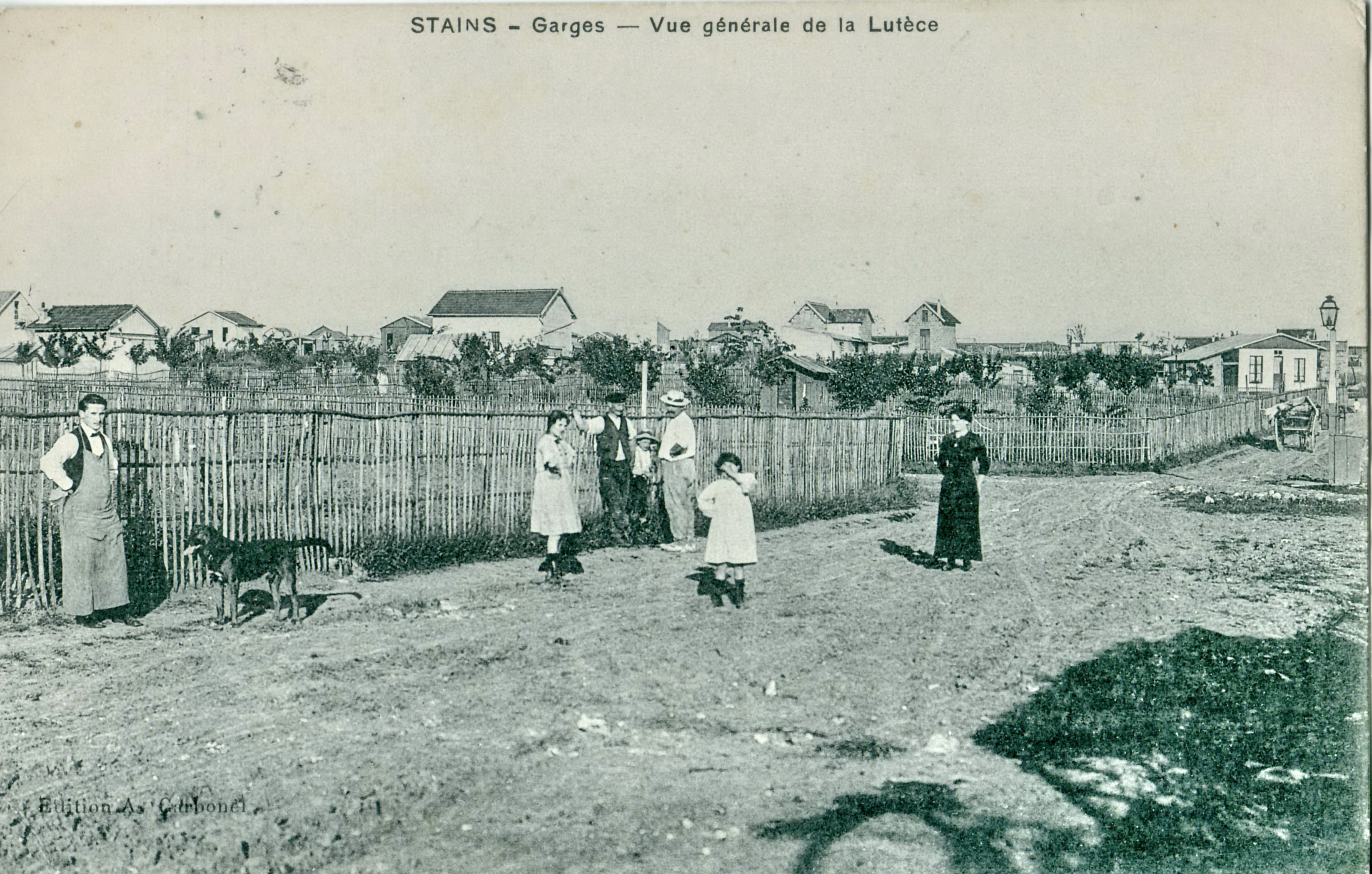
O loteamento de la Lutèce estava, no início do século XX, em curso de construção. As ruas não eram pavimentadas e eram estradas de terra, que se tornavam lamaçais em tempos de chuva.

Em 1814 e 1815, o povoado sofreu saques e muitas destruições. O Grand Château, vendido em 1754 pelo ministro Jean-Baptiste de Machault d'Arnouville para Nicolas Adrien de Boisneuf, o seu secretário que ele designar Controladoria-geral da união Invalides de la Marine), abandonado, foi arrasado em 1840. Não resta nada: Ele ficava no lugar da Croix-Buard que está à altura do que é hoje a avenue Antoine-Demusois; um bairro de HLM substituiu a propriedade. Durante a Guerra Franco-Prussiana de 1870, a postos prussianos ocuparam Garges, que é então abandonado por sua população. O vila perdeu quase 20% da população entre os censos de 1866 e 1872. Após a derrota, em 1871, a autoridade militar decide construir uma cintura fortificada para além das antigas fortificações da capital. O inimigo vindo em geral, a construção dessas fortalezas é a postos avançados de Paris. Em 1875, o Forte de Stains foi erguido em Garges por causa de seus 80 metros de altitude, pois Stains é plana mas os arquitetos lhe mantiveram esse nome.
Os loteamentos foram construídos no início do século XX, anunciando uma mudança de vila para comuna de subúrbio. Entre 1910 e 1913, sociedades financeiras parisienses compraram terras em Garges e as venderam por lotes. Habitações sociais foram construídas. Assim nasceu o primeiro loteamento de Lutece. Na origem, ele foi habitada principalmente por funcionários do gás vindo de Saint-Denis. Outros loteamentos foram construídos em Argentière, em Croix-Buard, em Carnot, na década de 1930, com a habitação de baixo mercado ( HBM ), "casas seguras" rue Emile-Leven, rue Georges-Risler, rue d'Alsace e rue Gounod. Le Vieux-Pays continua a ser o centro da cidade.
No período do pós-guerra, as escolhas econômicas do governo, o êxodo rural e a reconstrução levaram a um fluxo de população vinda da província na região parisiense. Esta política acabou criando uma crise de habitação sem precedentes. Foi então urgente habitar adequada para estes trabalhadores. Assim como outras comunas no entorno da capital, que são acessíveis pela ferrovia, Garges foi escolhida para acomodar novas construções. É para atender a essa demanda que foram construídos grandes conjuntos habitacionais. Infelizmente, os poderes concedidos pelo Estado às empresas do setor imobiliário não permitem a cidade de controlar o seu próprio desenvolvimento. É assim que no curso da década de 1960 Garges viu a edificação - na continuação de Sarcelles - de vários grandes conjuntos em antigos terrenos agrícolas perto da nova estação.
Na verdade, a partir de 1959 até 1969, foi construído o maior deles: o bairro de La Dame Blanche, sobre os planos do arquiteto, o Prix de Roma, o Natal é Le Maresquier. Originalmente planejado para hospedar 7000 unidades de habitação, o programa é, em última análise, apenas parcialmente alcançado com 4000 casas. Isso é um total de 9500 moradias que foram construídas entre o final da década de 1950 e meados da década de 1970.
A Cidade velha, dita Le Vieux Pays, é tão bem um pouco de distância do centro da cidade atual, que foi transferida para oeste, resultando na construção de uma nova prefeitura, que foi inaugurada em 1975, no coração dos grandes conjuntos.
No verão de 2012 a cidade recebeu o prêmio de excelência departamental das Cidades, aldeias e casas em flor.
Garges tem vantagens que o município tem feito para expandir seus negócios e melhorar o seu ambiente de vida no âmbito da Comunidade de aglomeração Val de France.
Desde o verão de 2013, o tramway Saint-Denis - Garges-Sarcelles agora liga Garges Sarcelles a Saint-Denis.

## Cultura local e patrimônio

### Lugares e monumentos

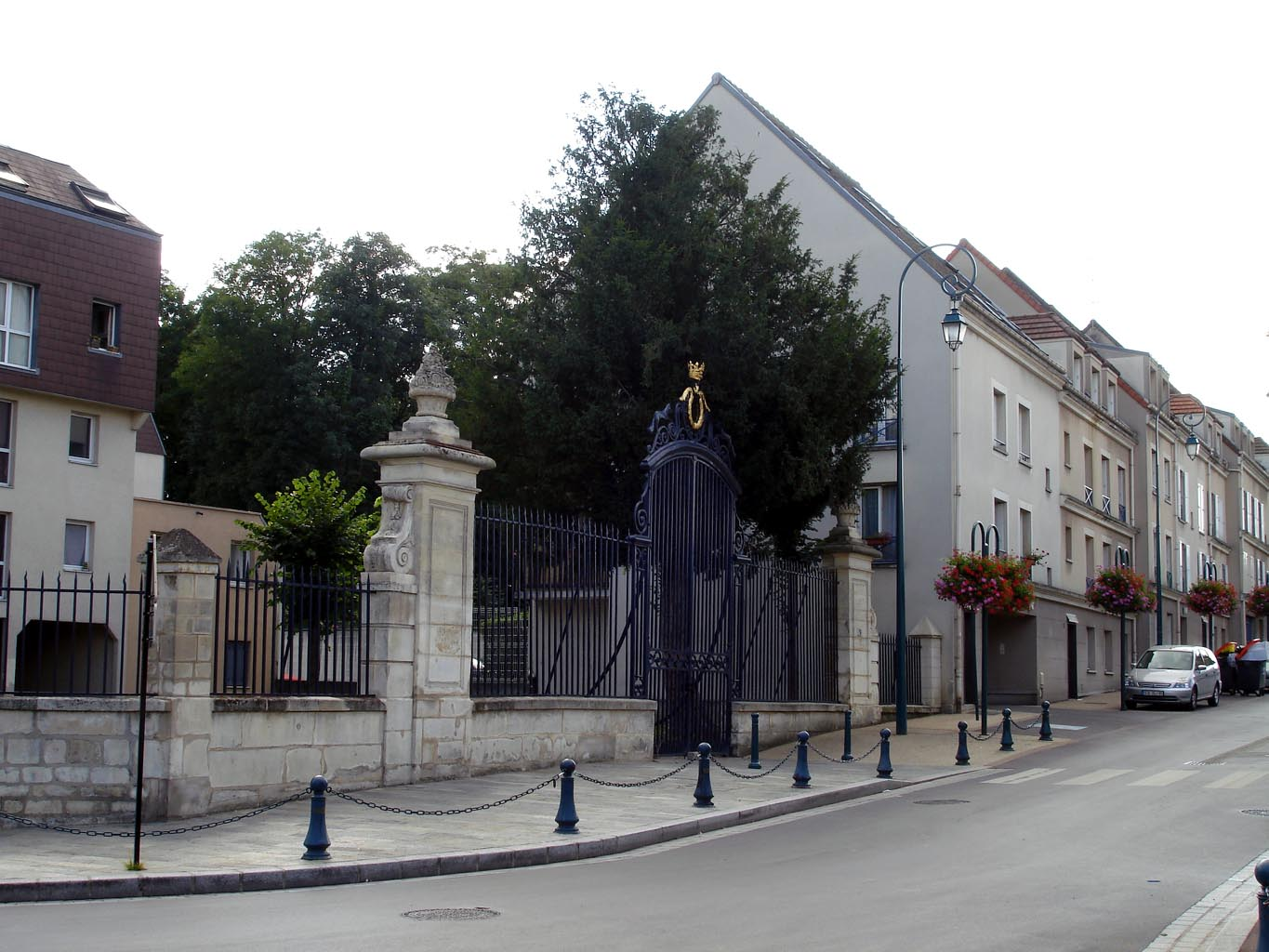
Grade do castelo.

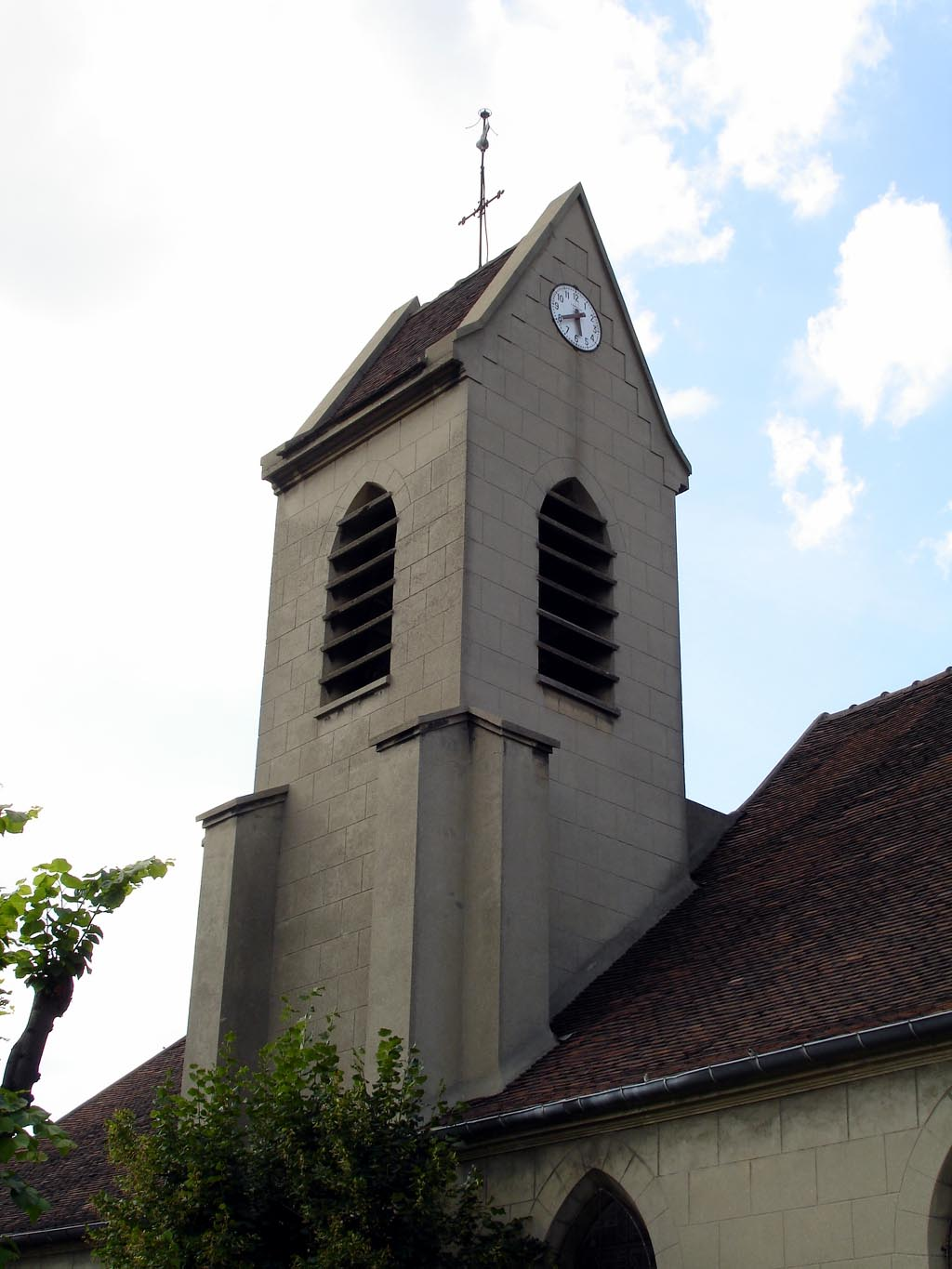
Torre sineira da igreja Saint-Martin.

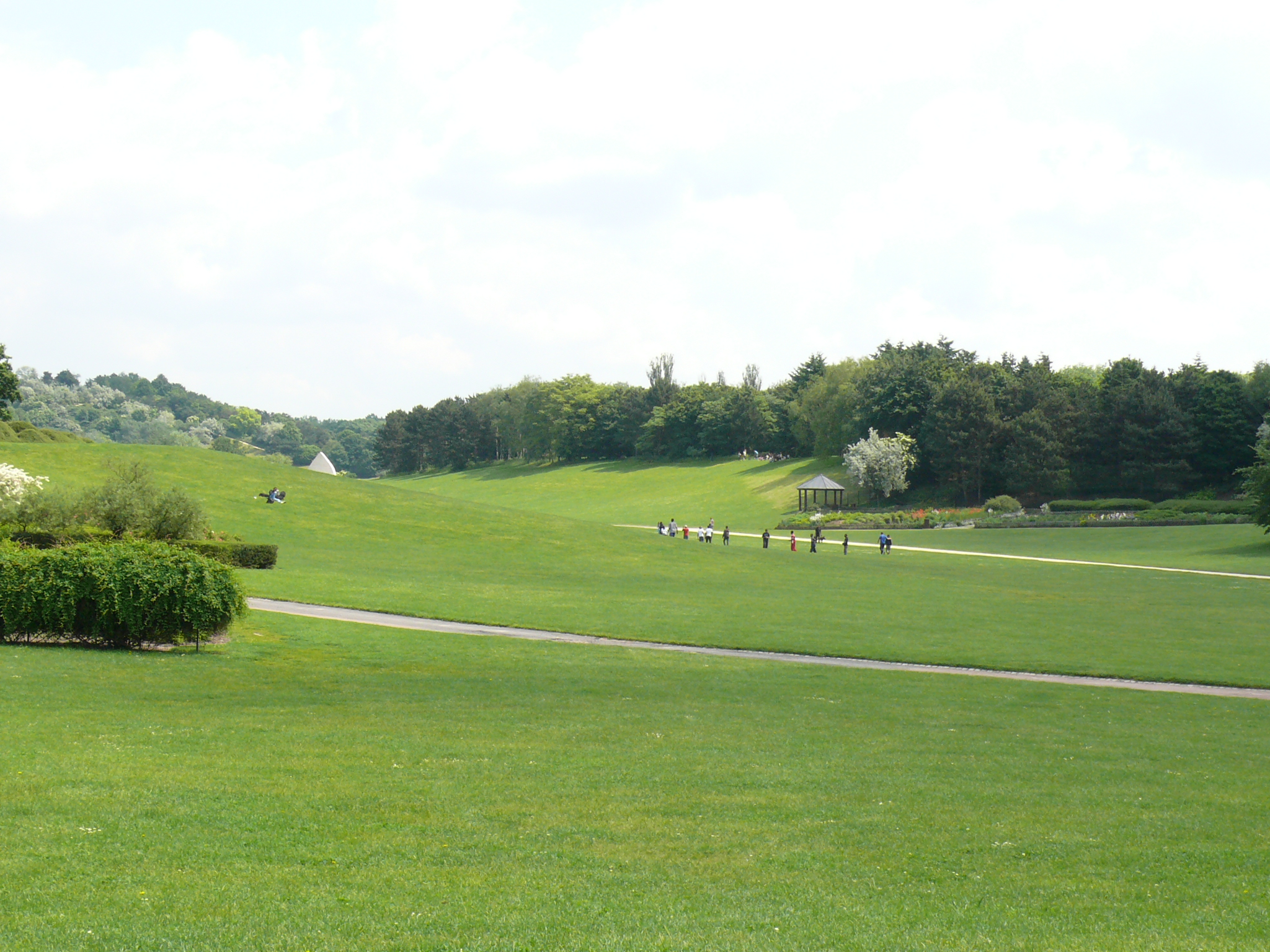
Parc Georges-Valbon.

Garges-lès-Gonesse, tem apenas um monumento histórico em seu território, que se compõe de dois elementos distintos:
- O château de Garges ou château de Blondel: Grade do castelo, rue de Verdun (inscrito como monumento histórico pelo decreto de 11 de janeiro de 1944[6]): esta grelha com seus pilares de pedra de talha data de 1775 e é um remanescente do pequeno castelo que Augustin Blondel de Gagny (1695-1776), discípulo de Jean-Baptiste de Machault d'Arnouville, tinha adquirido da parte de Jean-Joseph Palerne. A remodelação do edifício foi confiada a Pierre Contant d'Ivry (1698-1777), igualmente arquiteto-decorador do castelo de Arnouville. O pequeno castelo de Garges, chamado "château de Blondel", não foi mais mantido por seus sucessivos proprietários durante o 8 672, e os bombardeios aliados de 1944 no Aeródromo de Le Bourget vizinho o danificaram irremediavelmente. Foi demolido em 1952. A anulação da sua inscrição ao título dos monumentos históricos só iria intervir posteriormente pelo decreto de 17 de dezembro de 1964. O parque foi loteado e construídos edifícios coletivos. Subsiste no entanto uma fonte do antigo parque do castelo, atribuído ao mesmo arquiteto[7]2 921.
- Pavilhão do século XVIII, no lycée de Garges, avenue de Stalingrad: a pequena casa de um andar e com uma mansarda data de 1755 é provavelmente também o trabalho de Pierre Contant d'Ivry. O pavilhão provavelmente serviu como um pavilhão de música. A janela italiano no andar anuncia o estilo neoclássicoMinistère français de la Culture. «PA00080065». Mérimée (em francês)

.

#### Outros elementos do patrimônio
- Église Saint-Martin
- Forte de Stains
- Monumento aos mortos
- Corps de Logis du fief de la poterne
- Ateliers de fabriques Yvose-Laurent
- L'habitation du meunier du moulin des Paillards
- Pavillon de la rue Pierre Noël Duvivier
- A primeira prefeitura-escola
- Pavillon de l'avenue de Stalingrad

### Parques e espaços verdes
- No território gargeois está o maior parque da Ilha de França, Parc de La Courneuve (Parc Georges-Valbon desde sábado, 9 de janeiro de 2010), que se estende desde o sudeste da cidade a quatro comunas de Seine-Saint-Denis (La Courneuve, Saint-Denis, Stains e Dugny). Esta é a mais importante área verde da cidade.
- O bosque de Garges, situado no noroeste da cidade, abriga o parc du fort de Stains desde 2006, tem lugar a grande atividades de verão A l’assaut du fort de Stains. O forte foi transformado para a ocasião em um verdadeiro parque de lazer, que oferece muitas atividades, incluindo o acrobranche, a gaiola de escalada, trampolim, passeio de pônei, mas também muitas oficinas criativas e científica.

### Personalidades ligadas à comuna

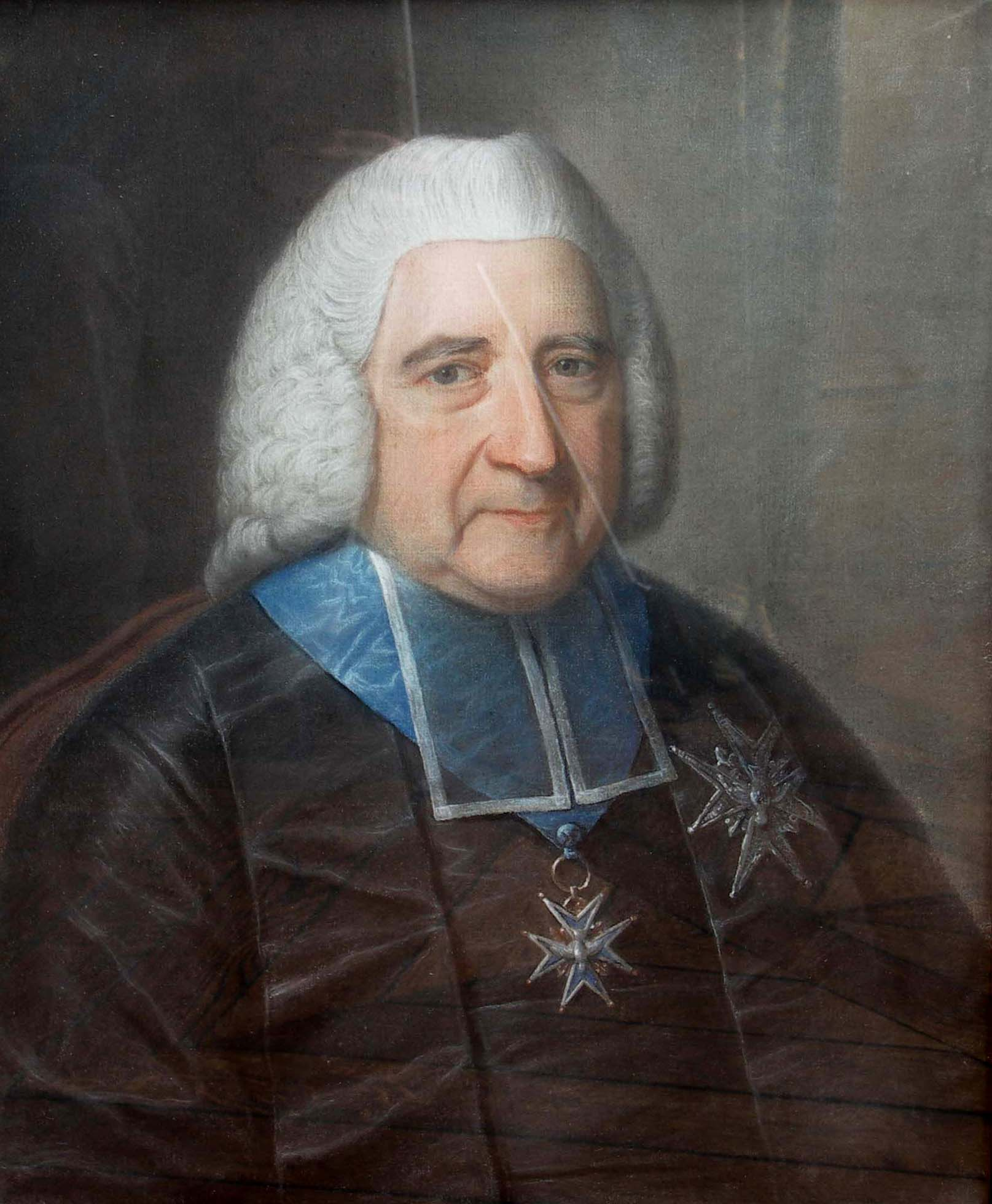
Jean-Baptiste de Machault d'Arnouville pastel - Castelo de Thoiry.

- Jean-Baptiste de Machault d'Arnouville (1701-1794), controlador geral das finanças de Luís XV e o último senhor de Garges;
- Francis Parny, (1947-) vice-presidente do Partido Comunista da região de Ilha de França;
- Dee Dee Bridgewater, (1950-) cantora americana de jazz, viveu em Garges nos anos 1980 e 1990;
- Isabelle Severino, (1980-) ginasta, passou sua infância e parte de sua adolescência em Garges;
- Wissam Ben Yedder (1990-) futebolista francês de Toulouse FC (Ligue1);